# هيش

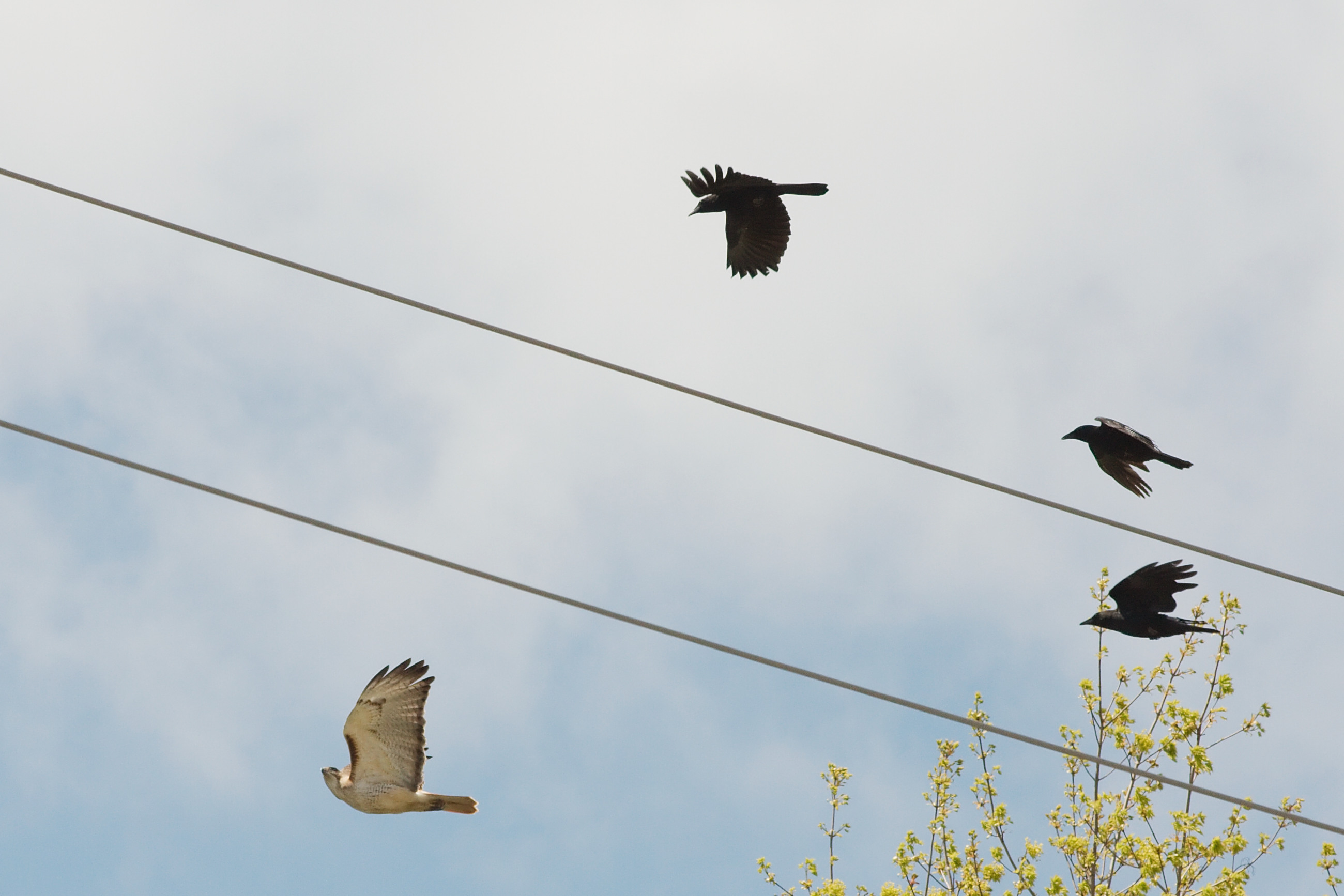
الزيغان الأمريكية تهيش أو تهاجم بازًا أحمر الذيل

الهَيْش أو الجمهرة عند الحيوانات هو تكيف ضد الحيوانات المفترسة حيث تهاجم أفراد من الفرائس الحيوانات المفترسة متعاونة لحماية نسلهم. التعريف البسيط للهيش هو تجمع الأفراد حول مفترس خطير محتمل. يُرى هذا غالبًا في الطيور، و في العديد من الحيوانات الأخرى مثل السرقاط وبعض الأبقار. مع أن التجمهر قد تطور مستقلًا في العديد من الأنواع، إلا أنه يميل إلى الوجود فقط في تلك التي تؤكل صغارها. قد يكون هذا السلوك مكملاً لتكيفات التخفي في النسل نفسه، مثل التمويه والاختباء. يمكن استخدام نداءات التجمهر لاستدعاء الأفراد القريبين للتعاون في الهجوم.